# Neoperla diehli
Neoperla diehli és una espècie d'insecte plecòpter pertanyent a la família dels pèrlids.

## Descripció
- Els adults presenten els ocels grans, les ales davanteres grisenques amb la nervadura marró (llevat d'algunes àrees), el cap i el pronot marró, una marca en forma de cor fosc entre els ocels, i les antenes i els palps de color marró fosc.
- Les ales anteriors dels mascles fan entre 13 i 15 mm de llargària i les de les femelles 17-18.
- El penis del mascle, estret i tubular, fa gairebé 2 mm de llargada.
- La vagina de la femella és membranosa, plegada i extensible.
- L'ou té forma de llàgrima i fa 0,40 mm de longitud.[3]

## Hàbitat
En el seu estadi immadur és aquàtic i viu a l'aigua dolça, mentre que com a adult és terrestre i volador.

## Distribució geogràfica
Es troba a Indonèsia: Sumatra.